# Ruta 129 (Costa Rica)
La Ruta 129, oficialmente Ruta Nacional Secundaria 129, es una ruta nacional de Costa Rica ubicada en la provincia de Heredia.

## Descripción
En la provincia de Heredia, la ruta atraviesa el cantón de Belén (el distrito de La Ribera), el cantón de Flores (el distrito de Llorente).

## Historia
Debido a las Obras Impostergables sobre la Ruta 1, la Ruta 129 vio mejorada su infraestructura al nivel de la intersección con la Ruta 1, en el denominado cruce de la fábrica Bridgestone.